# Gomphoides praevia
Gomphoides praevia är en trollsländeart som beskrevs av St Quentin 1967. Gomphoides praevia ingår i släktet Gomphoides och familjen flodtrollsländor. Inga underarter finns listade i Catalogue of Life.